# 롯데월드
롯데월드(영어: Lotte World)는 대한민국 서울특별시 송파구 올림픽로 240에 위치한 테마파크이다. 롯데그룹의 계열사인 호텔롯데 월드 사업부에서 운영한다.
놀이시설은 실내의 롯데월드 어드벤처(Lotte World Adventure)와 야외의 매직아일랜드가 운영되고 있으며, 민속박물관, 아이스링크, 백화점, 마트, 호텔 등이 포함된다.

## 개요

롯데월드 매직아일랜드의 모습

롯데월드 어드벤처는 정부 차원의 위락시설지구 조성을 위한 국가 전략 사업의 일환으로 1984년 6월에 공사를 시작해 1989년 7월 12일 11시에 18종의 어트랙션과 함께 개장했고, 매직아일랜드는 1990년 3월 24일에 개장하였다. 서울 지하철 2호선과 수도권 전철 8호선 잠실역 부근에 위치해 있다. 초창기엔 시장과 새나라 슈퍼가 존재했으나 1990년에 새나라슈퍼는 롯데쇼핑에게 흡수되어 롯데백화점 월드점이 되었고, 1998년 롯데마트 잠실점으로 이름을 바꿔 운영 중이며 부산 서면에도 1992년에 공사를 시작하고 1996년에 개장한 부산 롯데월드 스카이프라자가 존재했지만 자유이용권 제도와 연간회원 제도가 없어 적자를 면치 못하는 데다 1999년에 나선형 초고속 하트라인 롤러코스터 '스카이프라자 코멧'의 안전 문제로 철거되었으며, 자이안트 루프와 번지드롭은 2000년에 잠실 롯데월드 어드벤처로 이사왔다. 부산 롯데월드 스카이프라자는 현재 롯데시네마 멀티플렉스 영화관으로 대체된 상태다.
1990년대에는 한때 에버랜드 다음가는 테마파크로 서울랜드까지 3순위에 포함시켜 국내 테마파크 3대장을 이뤘으며 2010년대 이후 에버랜드의 극심한 정원&동물원화로 서울랜드 마냥 어린이용 놀이기구 중심인 곳으로 나락가며 에버랜드가 2위로 밀린 틈을 타 2018년 드라켄 개장 이후 경주월드가 서울랜드를 밀쳐내고 3순위에 오르고 나서 2024년 스콜앤하티 개장으로 에버랜드까지 3순위로 밀쳐낸 경주월드가 영남권임에도 2위에까지 올라서 현재 롯데월드는 1위이자 역대 국내 테마파크 대장에 오른 경험이 있는 파크들 중 대장 자리를 가장 오랫동안 지켜냈다는 타이틀로 엄청난 건전함이 부각되고 있으며 압도적인 접근성과 실내테마파크라는 타이틀, 세계에서 유래를 찾아보기 힘든 수많은 세계 몇 없는 스릴 기구들과 다크라이드와 같은 독특한 어트랙션들처럼</ref>당장 아트란티스만 봐도 세계 최초이자 유일무이한 어트랙션이다.</ref>다른 일반적인 놀이공원 이미지와는 아예 다른 분위기와 업적들을 이용하여</ref>때문에 롯데월드를 갔다가 야외만 있는 다른 일반 테마파크를 가보면 사람에 따라서는 그냥 공원에 온 기분을 느끼기도 한다.</ref>국내 스릴 최강 놀이기구들로 상대하는 경주월드와 다투는 중이다.
초창기의 운영 시간은 오전 9시 30분부터 오후 8시까지였으나 1998년 '매일 밤 11시까지' 마케팅을 한 이후 운영 시간이 오전 9시 30분부터 오후 11시까지로 바뀌었다. 또한 롯데월드는 IMF 구제금융사건 당시 한국의 다른 테마파크 매출액이 20%가량 하락할 때 오히려 20% 상승한 곳이었는데 이는 1998년 4월 11일에 설치된 자이로드롭 때문이다.
자이로드롭, 아트란티스 등 50여 종의 다양한 놀이시설이 있으며, 월요일을 제외하고 매일 오후 2시와 오후 7시에 대규모 판타지 퍼레이드를 선보이기도 한다. 2007년 12월 12일에 누계 입장객 1억 명을 돌파했으며, 2012년에 외국인 관광객이 전체 입장객의 10%에 이르렀다. 롯데백화점 잠실점, 면세점이 있어서 관광 명소로 유명하다. 수도권에서는 에버랜드, 서울랜드와 함께 3대 오락시설로 불린다. 2011년 세계 테마파크 순위에서 방문객 수 758만 명으로 세계 11위를 기록했다.
2013년 5월 지하 1층에 도깨비 마을을 테마로 한 롯데월드 언더랜드라는 테마존을 오픈하였으며, 언더랜드엔 4D 슈팅시어터와 미디어존을 비롯해 식당 등이 배치되어 있다.
매직아일랜드의 경우 1990년대엔 고공전투기, 고공낙하, 고공파도타기로 이루어진 고공 시리즈 어트랙션이 운행되었으나, 2013년부터 현재는 자이로드롭, 자이로스윙, 자이로스핀으로 이루어진 자이로 시리즈 어트랙션이 존재한다.
어드벤쳐 지하 3층에 36m × 65m 규격의 롯데월드 아이스링크가 들어서 있어 스케이트 명소로 알려져있다. 어드벤쳐 서쪽에 롯데월드 스위밍이 들어서기도 했으나 2008년 폐업했고, 그 자리엔 어린이 직업 체험 테마 파크인 키자니아가 들어서 있다.
이외에도 롯데월드는 경상남도 김해시 장유동에 2014년부터 2015년에 걸쳐 김해 롯데 워터파크를 개장하였으며, 2014년 10월 14일 서울 송파구의 롯데월드몰 내에 롯데월드 아쿠아리움을 개장했다. 그리고 2016년에 은평 롯데몰에 롯데월드 키즈파크를 개장하였으며(2020년 5월 폐장), 2017년 4월 3일 서울 송파구에 롯데월드타워를 오픈했다. 높이는 롯데월드 자이로드롭의 약 8배인 555m이다.
2022년 3월 31일에 부산광역시 기장군 소재의 동부산관광단지에 일명 오시리아 테마파크라고 불리던 롯데월드 어드벤처 부산이 정식 개장했다.

## 입장료
1989년 7월 12일 개장 당시 입장권 가격은 4,500원, 자유이용권은 13,000원이었으나 입장료가 올라 자유이용권은 59000원으로 변경되었다.(성인 기준) 기존의 입장권은 자유이용권으로 통일되었다. 또한 외국인 관광객을 위한 외국인용 자유이용권도 존재한다.
연간이용권은 골드권- 전대상 290,000원, 그린권- 어른/청소년(만 13세 이상) 220,000원, 어린이(36개월 이상~만 12세 이하 170,000원, 시니어(만 65세 이상) 170,000원, 베이비(12개월 이상~만 36개월 미만) 110,000원이다.
매직패스 프리미엄 (타고 싶은 어트랙션을 대기 없이 바로 탑승 가능)- 5회권 49,000원/ 10회권 89,000원이다.

## 역사
- 1989년 7월 12일: 롯데월드 어드벤처 개장
- 1990년 1월 15일: 신밧드의 모험, 범퍼카 개장
- 1990년 3월 24일: 매직 아일랜드 개장
- 1992년 8월: 알라딘 보트, 레이저 편대 폐장 (9월 철거)
- 1992년 12월 30일: 회전바구니 개장
- 1993년 1월 20일: 환타지 드림 개장
- 1993년 7월 8일~2012년 12월 9일: 고공 파도타기 운영
- 1994년 5월 1일~2012년 11월 11일: 환상의 오디세이 운영
- 1994년 7월 12일: 롯데월드 5주년
- 1995년 1월 27일: 혜성특급 개장
- 1995년 3월 24일: 매직아일랜드 5주년
- 1996년 1월 2일~2009년 9월 18일: 파라오의 계시 운영
- 1996년 1월 24일~2018년 2월 16일: 다이나믹 시어터 운영
- 1997년 8월 2일: 고공낙하 폐장 및 철거
- 1998년 4월 11일: 자이로드롭 개장
- 1999년 7월 12일: 롯데월드 10주년
- 1999년 9월 3일~2019년 4월 22일: 자이언트 루프 운영
- 2000년 2월 1일: 게임 빌리지 개장
- 2000년 3월 24일: 매직 아일랜드 10주년
- 2000년 7월 20일~2025년 2월 3일: 번지드롭 운영
- 2001년 10월: 곡예전망차 폐장 및 철거
- 2001년 12월 15일: 자이로스윙 개장
- 2002년 4월: 뉴욕핫도그앤커피 개점
- 2002년 9월 1일: 독수리 요격대 폐장
- 2002년 10월 1일: 어린이특급 폐장 및 철거
- 2002년 10월 2일~2025년 2월 3일: 회전그네 운영
- 2003년 1월 2일~2018년 3월 31일: 캐슬 뮤직쇼 운영
- 2003년 10월 26일: 아틀란티스 개장
- 2003년 12월: 로마 전차, 어린이열차 폐장 및 철거
- 2004년 7월 12일: 롯데월드 15주년
- 2005년 3월 24일: 매직 아일랜드 15주년
- 2005년 12월 16일: 파라오의 분노 개장
- 2005년 12월: 베스비우스 화산 폐장 및 철거
- 2007년 5월: 영상모험관, 비츄얼 게임타운 폐장 및 철거
- 2009년 3월: 툼 오브 호러, 어린이 동화극장 개장
- 2009년 4월: 로티트레인 등장
- 2009년 7월: 스윙팡팡 개장
- 2009년 7월 12일: 롯데월드 20주년
- 2009년 12월 23일~2013년 1월 23일: 해피 피크닉 운영
- 2010년 3월 24일: 매직 아일랜드 20주년
- 2010년 8월 1일~2024년 4월 15일: 거울미로 운영
- 2010년 10월 19일: 마술극장, 인형극장 폐장
- 2010년 12월 23일: 매직트리 철거
- 2011년 4월 10일~2017년 8월 25일: 신기한 미술관 운영
- 2011년 5월 6일: 4D입체영화관 폐장 및 철거
- 2012년 1월 18일~2022년 1월 23일: 환상의 숲 운영
- 2012년 4월 5일~2017년 8월 16일: 로티스 환타지 드림 공연
- 2012년 10월 3일: 점핑피쉬 개장
- 2013년 1월 1일~2020년 5월 7일: 벨루가 토크쇼 운영
- 2013년 4월 26일: 4D슈팅시어터 개장
- 2013년 5월 5일: 햇님 달님 개장
- 2013년 7월 26일: 드래곤 와일드 슈팅 개장
- 2013년 8월 17일: 자이로스핀 개장
- 2014년 7월 1일~2023년 6월 11일: 렛츠 드림 나이트 퍼레이드 공연
- 2014년 7월 12일: 롯데월드 25주년
- 2014년 8월 1일: 드림보트 개장
- 2014년 12월 19일: 와일드 윙, 와일드 밸리, 와일드 정글 개장
- 2015년 3월 24일: 매직 아일랜드 25주년
- 2015년 7월 24일~2020년 6월 19일: 드래곤 트레인 운영
- 2016년 7월~2020년 5월 7일: VR스페이스 운영
- 2016년 12월 23일: 플라이 벤처, 키즈토리아 개장
- 2017년 3월 1일~11월 5일: 좀비 어택, 좀비 워크 공연
- 2017년 10월 1일~2025년 2월 3일: 머킹의 회전목마 운영
- 2018년 1월 29일: 똘똘이 해적선 폐장 및 철거
- 2018년 2월 15일: 동물극장 폐장 및 철거
- 2019년 1월 29일: 어크로스다크 개장
- 2019년 7월 12일: 롯데월드 30주년
- 2019년 8월 15일: 매직서클 개장
- 2020년 2월 9일: 머킹의 회전목마, 언더씨킹덤 개장
- 2020년 3월 24일: 매직 아일랜드 30주년
- 2020년 6월 14일: 어린이 전망차 폐장 및 철거
- 2021년 1월 27일: 제네바 유람선 폐장 및 철거
- 2021년 6월 18일~2022년 3월 15일: 월드 카트레이싱 운영
- 2021년 7월 5일: 호반보트 폐장 및 철거
- 2022년 5월: 문보트 개장
- 2022년 11월 9일: 카트라이더 레이싱 월드 개장
- 2023년 1월 5일: 슬릭스튜디오 개장
- 2023년 3월 13일: 매직 붕붕카 폐장 및 철거
- 2023년 5월 5일: 배틀그라운드 월드 에이전트 개장
- 2023년 9월 3일: 정글탐험보트 폐장 (9월 7일 철거)
- 2024년 4월 3일: 5G 아트란티스 개장
- 2024년 4월 26일: 월드 오브 라이트 퍼레이드 시작
- 2024년 7월 12일: 롯데월드 35주년
- 2025년 2월 2일: 백설공주의 성, 번지드롭, 회전그네 폐장
- 2025년 3월 24일: 매직 아일랜드 35주년

## 캐릭터 및 마스코트
상징적인 캐릭터 및 마스코트로 너구리 모습을 의인화한 로티와 로리라는 캐릭터가 있다. 로티가 남자이고 로리가 여자다. 1989년 7월 12일 롯데월드 개장 당시부터 현재까지 롯데월드의 상징적이면서 가이드 역할을 했던 캐릭터이며 롯데월드가 직접 제작한 창작 애니메이션 로티의 모험이란 작품에 주인공으로 나오기도 했다.
애니메이션판 로티의 성우는 박영남과 로리의 성우는 임은영이다.
그 밖의 캐릭터로는 모리스(Maurice), 샤론캣(Sharon Cat),  리차드독(Richard Dog), 캔디코(Candyko), 화이트 베어(White Bear), 노랑이(Tweeter), 주홍이(Tovely) ,초록이(Twuddle), 분홍이(Toxy), 파랑이(Twig), 파파보라(Papa Twunk), 덩키디거(Donkey Digger) 등이 추가적으로 캐릭터로 제작되어있다.

## 시설물
다양한 놀이기구와 퍼레이드, 공연을 즐길 수 있다.

### 운영 중인 어트랙션

#### 내부
아래의 표는 롯데월드 내부 시설과 어드벤처 시설에 대한 표이다. 노란색으로 표시된 놀이기구명은 어린이 놀이시설 구역인 키디존의 시설이다. 모든 탑승물은 음주자와 임신부의 탑승을 제한하고 있으며, 시설물 내에서는 절대 금연이다.
| 이름                           | 설명 | 제한                                                                               | 매직 패스 |
| 언더랜드                       | 언더랜드 | 언더랜드                                                                           | 언더랜드  |
| ------------------------------ | --- | ---------------------------------------------------------------------------------- | --------- |
| 미디어존                       | |                                                                                    |           |
| 4D슈팅시어터                   | 3D 안경을 착용하고 의자에 앉아서 3D 영상을 보며 총을 쏘아야 한다. 1위부터 40위까지 모든 순위가 공개된다. | 120 cm 미만 탑승 불가                                                              | 가능      |
| 드림보트                       | 일명 키즈 후룸라이드. 일반 후룸라이드보다 낮은 2.5m를 낙하한다. 인원도 일반 후룸라이드의 절반인 2명이다. | 120 cm 미만인 경우 보호자 필수                                                     |           |
| 와일드투어                     | 와일드정글, 와일드밸리, 와일드윙 등 3가지 놀이기구로 구성되어 있다. 인원은 놀이기구 1개당 12명이다. | 110 cm 미만 및 65세 이상 탑승 불가                                                 | 가능      |
| 드래곤 트레인                  | 언더랜드를 1바퀴 돈다. 언더랜드의 로티 트레인이라고 보면 된다. | 6세 이하일 경우 보호자 동반해야 탑승 가능                                          |           |
| 1층                            | |                                                                                    |           |
| 신밧드의 모험                  | 신밧드가 공주를 구한다는 과정을 담았다. 물길 주변의 인형과 무대장치가 움직이며, 순서대로 스토리텔링을 해 주는데 특수 기술이 채용되다 보니 개장일인 1989년 7월 12일에서 약 6개월 늦은 1990년 1월 1일에야 개장하였다. 운행 시간은 10분 30초, 인원은 후룸라이드의 5배인 20명이다. | 100 cm 미만 탑승 불가, 101~109cm인 경우 보호자 필수                                | 가능      |
| 스페인 해적선                  | 바이킹이다. 탑승 인원은 70명이고 중간 부분에 앉는 사람들을 위한 대기줄이 따로 있는데, 일반적으로 바이킹의 VIP석이 끝자리라고 할 정도로 중간 부분은 스릴이 떨어지기 때문이라고 한다. 그리고 예약제로 바뀌었다. | 110 cm 미만 및 65세 이상 탑승 불가                                                 | 가능      |
| 회전목마                       | 롯데월드가 등장할 연애 드라마엔 꼭 나올 놀이시설이다. 2014년 7월 리모델링으로 인해 회전목마가 잠시 운휴한 적도 있다. 탑승 인원은 64명이다. | 100 cm 미만인 경우 보호자 필수                                                     | 가능      |
| 후룸라이드                     | 초창기엔 악당에게 납치당한 모로코 공주 구하기 컨셉으로 건설됐으나 1997년 말 쥐라기 컨셉으로 바뀌면서 동굴이 생기고 일부 구간에 모형 공룡이 비치되어 있다. 앞부분에 있는 조형물은 초창기의 흔적이다. 6m 높이에서 1번 낙하하고, 10m 높이에서 다시 한 번 낙하한다. 인기가 좋아 주말의 경우엔 오후 3시가 되기도 전에 예약이 만료될 가능성이 높다. 보트 하나에 3~4명씩 탄다.                                                 | 110 cm 미만 및 65세 이상 탑승 불가                                                 | 가능      |
| 회전바구니                     | 초창기에 기획된 이름은 '춤추는 술통'이었으나 어감 때문에 현재의 이름으로 결정이 되었다. 원래 1991년 말에 개장하려고 했으나 1992년 12월 30일에야 개장했다. 유아 전용 운행 시엔 원판이 올라가지 않고 바구니만 돌아간다. 한 바구니에 6명씩 타고, 총 인원은 108명이다. | 100 cm 미만 탑승 불가, 100~109cm인 경우 보호자 필수                                | 가능      |
| 로티의 열기구 여행             | 이용객들은 풍선비행과 혼동하던 경우가 많다. 이 때문에 로티의 열기구 여행 입구엔 '여기는 1층 로티의 열기구 여행입니다. 실제 열기구를 타고 어드벤처의 전경을 보시려는 분들은 4층 풍선비행을 이용해 주시기 바랍니다'라는 안내판이 달렸다. 하지만 지금은 배틀그라운드로 바뀌었다. | 120 cm 미만 및 65세 이상 탑승 불가                                                 |           |
| 황야의 무법자2                 | 여러 명이 참가할 수 있는 슈팅 어트랙션으로 말을 타고 총질을 한다. | 120 cm 미만인 경우 보호자 필수                                                     | 가능      |
| 드래곤 와일드 슈팅             | 2013년에 개장한 어트랙션으로 탑승자가 드래곤을 향해 총을 쏜다. 차량 하나에 4명씩 타고, 표적에 맞으면 점수가 올라간다. | 110 cm 미만인 경우 탑승 불가                                                       | 가능      |
| 로티 트레인                    | 꼬마 기차를 타고 롯데월드 어드벤쳐를 1바퀴 돈다. 유사한 놀이기구로는 드래곤 트레인이 있다. | 6세 미만인 경우 보호자 필수                                                        |           |
| 매직붕붕카                     | 마법에 걸린 자동차를 타고 과자의 숲으로 출발한다. | 140 cm 이상 탑승 불가 (보호자 제외)                                                |           |
| 스윙팡팡                       | 회전바구니의 어린이 버전이다. | 140 cm 이상 탑승 불가 (보호자 제외)                                                |           |
| 키즈토리아                     | 과거 번지드롭이 있던 자리에 설치된 볼배틀 등이 있다. 한 타임이 50분이다. | 120 cm 초과 이용 불가 (보호자 제외)                                                |           |
| 점핑 피쉬                      | 어린이들을 위한 어트랙션이나 커브 구간은 상당히 강하다. | 110 cm 미만 및 65세 이상 탑승 불가                                                 |           |
| 햇님 달님                      | 초창기엔 지금의 가든스테이지 옆에 있었다가 퍼레이드 동선 확장 공사를 위한 리뉴얼 때 현재의 위치로 이전했다. 이전하기 전, 현재의 위치엔 '해피피크닉'이라는 시설이 존재했다. 달님의 가운데 좌석에만 성인 (보호자) 탑승이 가능하다. | 햇님: 90 cm~120 cm 외 탑승 불가 달님: 90 cm~140 cm 외 탑승 불가 (가운데 좌석 제외) |           |
| 유레카                         | 초창기엔 매직아일랜드에 위치했으나 현재의 위치로 이전하였다. | 140 cm 이상 탑승 불가 (보호자 제외)                                                |           |
| 어린이 범퍼카                  | 어린이 대상의 범퍼카다. | 140 cm 초과 탑승 불가, 110 cm 미만인 경우 보호자 필수                              |           |
| 2층                            | |                                                                                    |           |
| 후렌치레볼루션                 | 롤러코스터로, 360도~540도 회전 트랙을 가지고 있다. 초기엔 최고 속도가 83 km/h였으나 노후화 등의 문제로 최고 속도가 70 km/h대로 하향 조정되었다. 파라오의 분노 공사로 인해 일부 구간의 트랙 색상이 갈색 또는 흰색으로 바뀌었다. 인기가 좋아 오후 2~3시 사이에 예약이 만료될 가능성이 높다. 한편 과거에 루프를 지난 뒤로는 급경사였으나 파라오의 분노 공사로 인해 트랙을 빼서 상승커브로 바뀌었다. 한 차량에 28명씩 탄다. | 120 cm 미만 및 65세 이상 탑승 불가                                                 | 가능      |
| 범퍼카                         | 1층에 있던 크레이지 범퍼카가 이전된 시설이다. 한 번에 12명씩 탄다. | 125 cm 미만 탑승 불가                                                              | 가능      |
| 3층                            | |                                                                                    |           |
| 월드모노레일 (센트럴 스테이션) | 우천이나 혹서기 (7월 중순~8월 하순), 혹한기 (11월 하순~3월 하순) 그리고 자이로드롭 정기 점검일의 경우에는 매직아일랜드로 나가지 않는다. 한편, 과거에는 백화점 3층으로 가기도 했으나 1998년, 리뉴얼 때 트랙을 백화점 바깥으로 빼면서 이용이 불가능해졌다. | 110cm 미만인 경우 보호자 필수                                                      | 가능      |
| 4층                            | |                                                                                    |           |
| 파라오의 분노                  | 8인승 지프를 타고 이집트 신전을 탐험한다는 다크라이드다. 개장 과정에서 현재의 자리에 있던 '어린이열차'와 '로마전차'가 철거됐으며, 원래 2004년 4월에 개장하려고 하였으나 개장이 늦어져 2005년 12월 16일에 개장하였다. 대기라인에 이집트 유적이 있으며, 낙서 및 파손 우려로 바깥에서 대기한 뒤 소수 인원이 내부 공간에 들어가도록 하고 있다.                                                                              | 110 cm 미만 및 195 cm 이상 및 65세 이상 탑승 불가                                  | 가능      |
| 풍선비행                       | 어드벤처 천장에 달려 있는 열기구를 타며 어드벤처의 전경을 볼 수 있는 놀이시설이다. 운행 시간은 15분이다. 열기구 하나에 4명~6명씩 탄다. | 6세 이하인 경우 보호자 필수                                                        | 가능      |
| 어크로스 다크                  | 영화관으로, 좌석이 전후좌우로 움직인다. 매시 정각, 20분, 40분에 상영 하고, VR과 일반 영상 중 선택하여 관람할 수 있으며 영상의 내용은 동일하다. 2019년 7~8월에 기름 분출로 인해 정지했다. | 110 cm 미만 및 65세 이상은 탑승할 수 없다.                                         |           |

#### 외부
아래의 표는 롯데월드 외부 시설, 혹은 매직 아일랜드 시설에 대한 표이다. 우천 시나 영하 5도 이하의 혹한에서는 2개를 빼고 모두 운행 대기를 한다. 강풍에서는 자이로드롭이 운행 대기를 한다.
| 이름                           | 설명 | 제한                                                                      | 매직 패스 |
| ------------------------------ | --- | ------------------------------------------------------------------------- | --------- |
| 아트란티스                     | 1.5초 만에 시속 72km로 급발진한다. 21m까지 올라간다. 당초 2003년 7월에 '잃어버린 대륙'이라는 이름으로 개장하려고 하였으나 3개월 늦은 2003년 10월 26일에 개장하였다. 주변 주민들의 민원에 의해 21시까지만 운행한다. 상상원정대가 탔을 정도로 인기가 매우 좋아 평일에도 오후 2~3시가 되기 전에 매직패스 예약이 만료될 가능성이 높다. 보트 하나에 8명씩 탄다. | 135 cm 미만 및 190 cm 이상 및 허리둘레 38인치 이상 및 65세 이상 탑승 불가 | 가능      |
| 자이로드롭                     | 70m, 아파트 25층 높이까지 올라갔다가 시속 94km의 속도로 3초 만에 지상으로 낙하한다. 1998년 4월 11일 개장 이후 안전망 없이 운영하다가 2011년 소음 절감을 위해 안전망을 설치하였다. 주변 주민들의 민원에 의해 21시까지만 운행한다. 탑승 시간이 짧고 많은 인원이 타기 때문에 대기 시간이 다른 놀이기구에 비해서 짧다. 현재 롯데월드에 놀러가면 자이로드롭을 탄 자와 자이로드롭을 타지 않은 자로 갈릴 정도로 상당히 인기가 좋다. 인기가 좋아 평일에도 오후 3시가 되기 전에 예약이 만료될 가능성이 높다. | 130 cm 미만 및 190 cm 이상 및 65세 이상 탑승 불가                         | 가능      |
| 혜성특급                       | 초기에는 '동굴탐험 어트랙션'으로 개장할 예정이었으나 수 차례 설계를 변경한 끝에 1995년에 개장한 지하 롤러코스터로, 낙서를 예방 하고 안전을 위해서 대기열을 바깥에 설치해 1~2차 대기인원만 지하로 들여보내도록 하고 있다. 인기가 좋아 평일에도 오후 3시가 되기 전에 예약이 만료될 가능성이 높다. 우천 시에도 운영한다. | 120 cm 미만 및 65세 이상탑승 불가                                         | 가능      |
| 자이로스윙                     | 진자운동과 팽이운동이 결합된 놀이시설로, 양각 190도를 왕복하고 분당 5회전을 한다. 2001년에 개장한 뒤 2011년까지는 안전망 없이 운영하다가 2011년 이후 소음 절감을 위해 안전망이 설치되어 있다. 인원은 40명이다. 주변 주민들의 민원에 의해 21시까지만 운행한다. 상상원정대 가 탔을 정도로 인기가 좋아 평일의 경우에는 오후 5시가 되기 전에, 주말의 경우에는 오후 3시가 되기 전에 예약이 만료될 가능성이 높다.                                                                                         | 130 cm 미만 및 190 cm 이상 및 65세 이상 탑승 불가                         | 가능      |
| 자이로스핀                     | 원판을 타고 반원형 트랙 위를 오간다. 안전바가 아래에서 위로 올라온다. 이 때문에 탑승보다 안전바 차기가 긴장된다는 사람들도 있다. 매직패스는 아직 없으며, 검토 단계에는 있다. 인원은 40명이다. | 125 cm 미만 허리둘레 38인치 이상 및 65세 이상 탑승 불가                   | 가능      |
| 5G 아트란티스                  | |                                                                           |           |
| 환타지 드림                    | 환상의 나라 형식으로 꾸며진 지하터널을 달리던 기차를 타게 된다. 당초 1991년 말 '지하 환상의 동산'이라는 이름으로의 개장을 목표로 했으나 지연되어 1993년 1월 20일에 현재의 이름으로 최종 개장해서 운영하고 있다. 성인이 인원에 맞춰서 타면 무게 때문에 매우 느려진다는 것이 특징이다. 우천 시에도 운영한다. | 110 cm 미만인 경우 보호자 필수                                            | 가능      |
| 쁘띠 빵빵                      | 초창기에는 현재의 자이로드롭 자리에 위치했으나, 자이로드롭을 도입하기 위해 현재의 위치에 있던 고공낙하가 철거되면서 현재의 자리로 이전하였다. 궤도를 따라가던 자동차를 타고 호수가를 1바퀴 돈다. | 140 cm 이상 탑승 불가, 110 cm 미만인 경우 보호자 필수                     |           |
| 문 보트                        | | 11세 이하, 시각제한자인 경우 보호자 필수                                  |           |
| 월드모노레일 (레이크 스테이션) | 우천이나 혹한기 그리고 자이로드롭 정기 점검일의 경우에는 매직아일랜드로 운행하지 않는다. 한편 과거에는 매직아일랜드에서 백화점을 거쳐 어드벤처로 갔으나 1998년, 리뉴얼 때 트랙을 바깥으로 빼면서 매직아일랜드에서 백화점을 거치지 않고 어드벤처를 한 바퀴 돈 뒤 어드벤처의 센트럴 스테이션으로 가게끔 바뀌었다. | 110 cm 미만 보호자 필수                                                   | 가능      |

## 게임시설

### 지하 3층
(롯데월드 어드벤쳐가 아닌 롯데월드 쇼핑몰에 위치)
- 게임 플라자(스페이스 저니)

### 1층
- 툼 오브 호러
- 거울미로
- 게임펙토리

### 3층
- 게임빌리지(구.피닉스 아케이드)

### 4층
- 전망대게임장

### 매직아일랜드
- 스티커 사진 전문점
- 해머게임

## 사건사고
1992년 8월 16일 롤러코스터 후렌치 레볼루션 레일에서 사진촬영 목적으로 무단 침입한 중국 교포와 놀이기구 열차가 충돌하여 1명이 사망했다.
2003년 8월 4일 혜성특급에서 일하던 19세 캐스트가 고장난 혜성특급 동체를 견인하다가 열차가 갑자기 출발하여 레일에 끼이던 사고가 발생해 1명이 사망했다.
2006년 3월 26일 롯데월드 무료개장 선언으로 아수라장이 되어 35명이 부상을 입은 사례가 발생했다.
2016년 9월 19일 롯데월드에서 오후 2시 25분께 놀이기구인 자이로드롭이 60ｍ 상공에서 1분 50초 동안 멈추던 사고가 발생했다.
2018년 12월 24일 후렌치 레볼루션이 멈추던 사고가 발생했다. 이 사고로 119 구조대가 긴급 출동하여 탑승객 28명이 놀이기구에 30여분 간 갇혀있는 사고가 발생했다.
2023년 7월 28일 롯데월드 건물인 롯데백화점 버버리 매장에서 화재가 발생해 약 1000명이 넘는 손님들과 퍼레이드를 진행중인 롯데월드 내부에서 비상 상황이 벌어졌지만, 지금은 버버리 매장이 없어지고 벽만 남았다.
2024년 3월 월드모노레일 4호기가 안전센서 작동으로 7분 지연되던 사고가 발생했다.

## 관련 작품

### 드라마
- 《천국의 계단》
- 《보스를 지켜라》
- 《오로라 공주》
- 《별에서 온 그대》
- 《하이드 지킬, 나》
- 《신비의 거울 속으로》

### 예능
- 《런닝맨》(2010년 9월 5일, 2013년 6월 9일 - 자이언트루프, 스페인해적선)
- 《무한도전》(자이로드롭)
- 《상상원정대》(2005년 7월 24일 - 아트란티스, 자이로스윙)
- 《님과 함께》(후룸라이드, 회전목마)
- 《나 혼자 산다》(2014년 7월 25일 - 후룸라이드, 아트란티스)
- 헬스걸 이종훈이 자이로드롭 10번 연속으로 타고 오기 벌칙[주 38]을 수행하기 위해 찾았다. (2011년 9월 19일)
- 《어서와~ 한국은 처음이지?》(2018년 11월 29일 - (아트란티스, 바이킹)

### 다큐멘터리
- 《다큐멘터리 3일》(2019년 8월 18일 - 당신의 휴식을 위하여 테마파크 72시간)

### 애니메이션
- 《레카》(2001년 10월 10일 - 당신의 휴식을 위하여 테마파크 12시간)
- 《뽀롱뽀롱 뽀로로》(2004년 3월 10일, 2006년 4월 20일 - 당신의 휴식을 위하여 테마파크 22시간)
- 《아이언 키드》(2004년 10월 10일, 2006년 9월 20일 - 당신의 휴식을 위하여 테마파크 22시간)
- 《크리스탈요정 지스쿼드》(2004년 10월 10일, 2007년 5월 20일 - 당신의 휴식을 위하여 테마파크 22시간)
- 《선물공룡 디보》(2006년 1월 10일 - 당신의 휴식을 위하여 테마파크 52시간)
- 《뿌까》(2007년 1월 10일 - 당신의 휴식을 위하여 테마파크 52시간)
- 《냉장고 나라 코코몽》(2008년 6월 10일, 2011년 7월 20일 - 당신의 휴식을 위하여 테마파크 62시간)
- 《뚜바뚜바 눈보리》(2010년 1월 10일, 2012년 3월 20일 - 당신의 휴식을 위하여 테마파크 82시간)
- 《로보카폴리》(2011년 6월 10일, 2014년 6월 20일 - 당신의 휴식을 위하여 테마파크 92시간)
- 《치링치링 시크릿 쥬쥬》(2013년 2월 10일, 2019년 8월 20일 - 당신의 휴식을 위하여 테마파크 112시간)
- 《두다다쿵》(2014년 4월 10일, 2015년 12월 20일 - 당신의 휴식을 위하여 테마파크 122시간)
- 《미라큘러스: 레이디버그와 블랙캣》(2016년 1월 10일 - 당신의 휴식을 위하여 테마파크 142시간)
- 《소피 루비》(2016년 12월 20일 - 당신의 휴식을 위하여 테마파크 142시간)
- 《캐치! 티니핑》(2020년 7월 20일 - 당신의 휴식을 위하여 테마파크 182시간)

## 해외
- 일본 도쿄와 인도네시아 자카르타에서 롯데월드 건설 계획이 보류되었다.

## 기타
- 2009년에 친선 경기를 위해 대한민국에 입국한 세네갈 축구 국가대표팀 소속 선수들이 롯데월드로 놀러 갔다.
- 방탄소년단이 롯데월드에서 달려라 방탄을 촬영한 적이 있다. 촬영 중 후룸라이드, 스페인 해적선 등을 탔었다.
- 2020년 6월 7일 코로나바이러스감염증-19 감염 확산 우려로 영업을 조기 종료하였다.
- 롯데월드 모바일 앱 (APP) 어트랙션 대기시간 확인, 티켓 구입시간 단축, 간편 패스(놀이기구) 탑승 예약, 공연 시간 확인, 레스토랑 상품샵 위치확인, 그외의 깜짝 쿠폰 다운이 가능하다.
- 롯데월드 온라인 쇼핑몰 (롯데월드 내에 있는 상품을 올라인으로 판매)[12]

## 찾아가는 길

### 철도 교통
- 지하철 잠실역에서 하차
- SRT(고속열차)를 타고 오면 수서역에서 하차하여 버스나 택시타고 롯데월드 근처에서 하차 혹은 수서역에서 3호선 탑승 후 가락시장역에서 8호선 환승, 잠실역 하차

### 항공 교통
- 지방이나 일부 해외에서 오면, 김포국제공항에서 공항버스나 지하철을 타고 롯데월드 근처에서 하차
- 해외에서 오면, 인천국제공항에서 공항버스나 지하철을 타고 롯데월드 근처에서 하차

## 사진

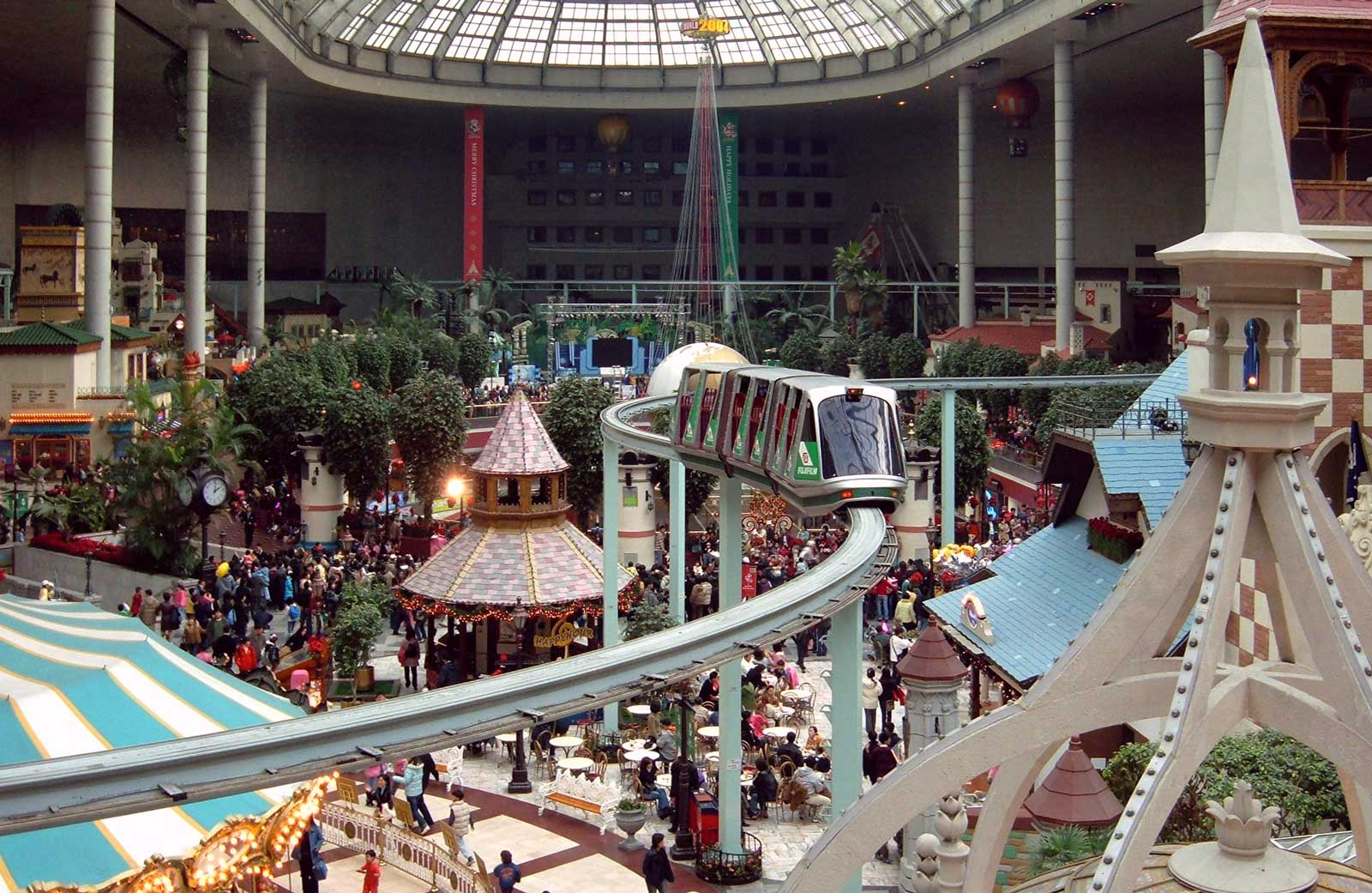
롯데월드 실내 전경
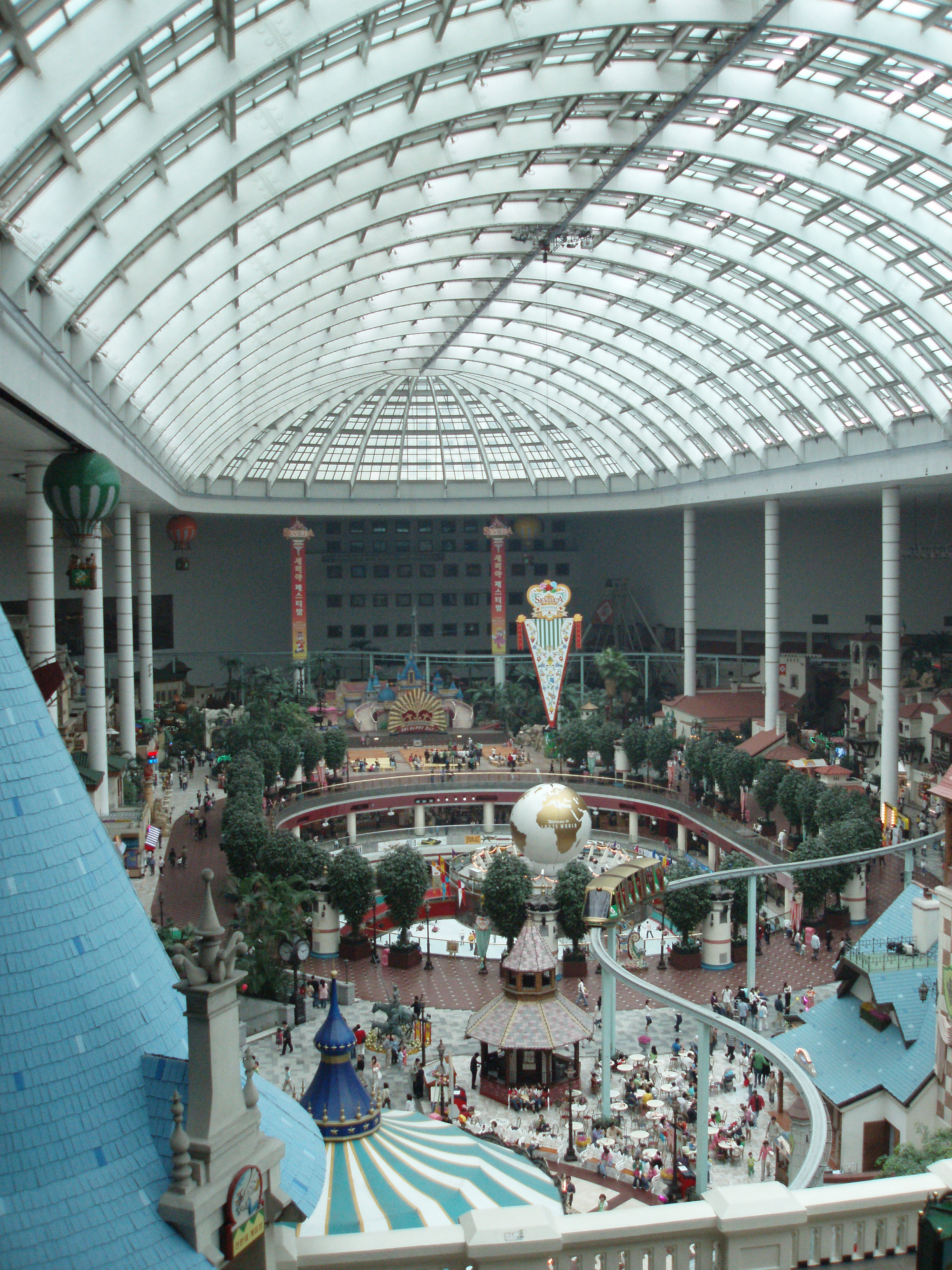
롯데월드 실내 전경
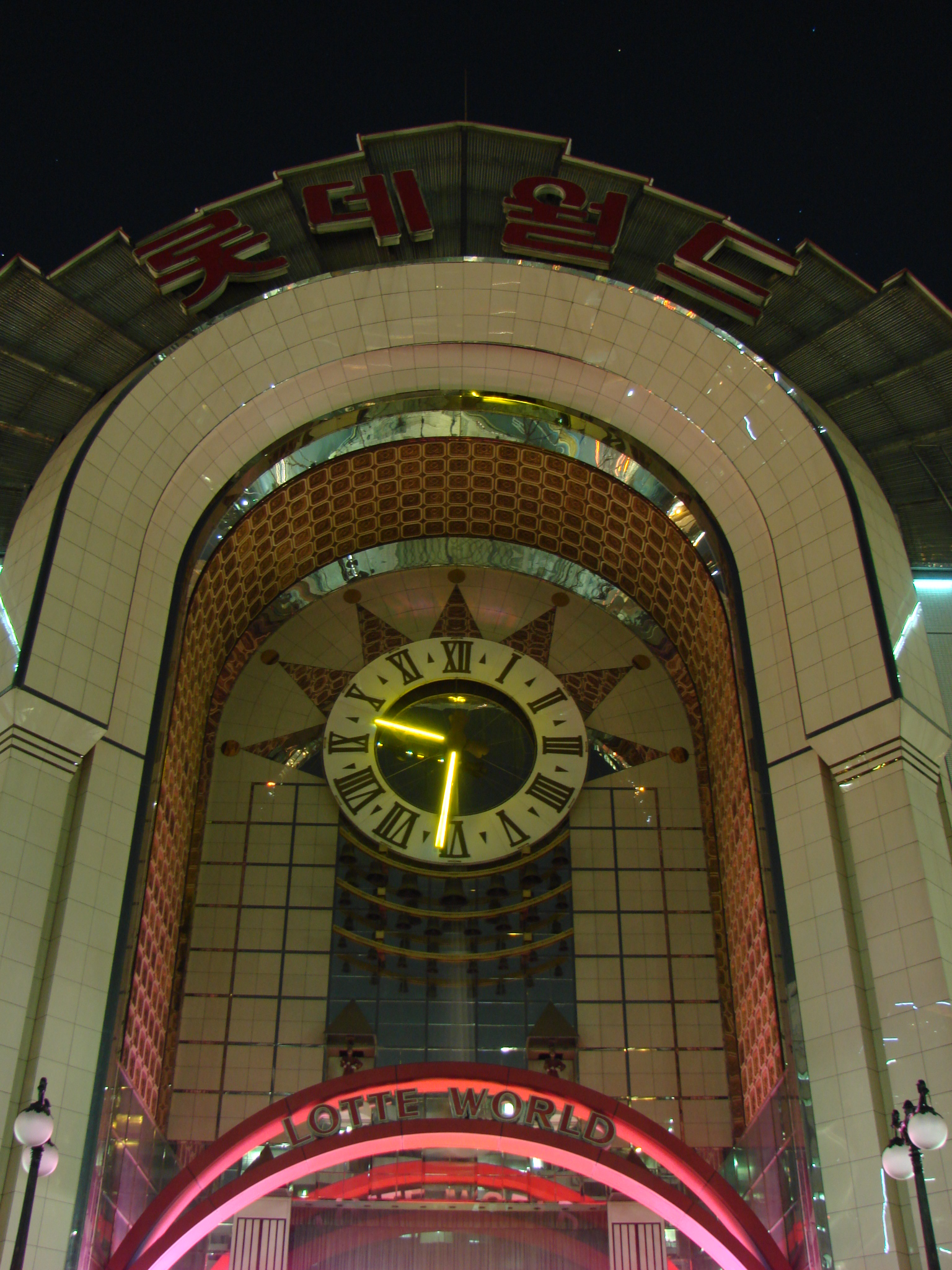
롯데월드 건물 전경
롯데월드의 마스코트 '로티' 조형물
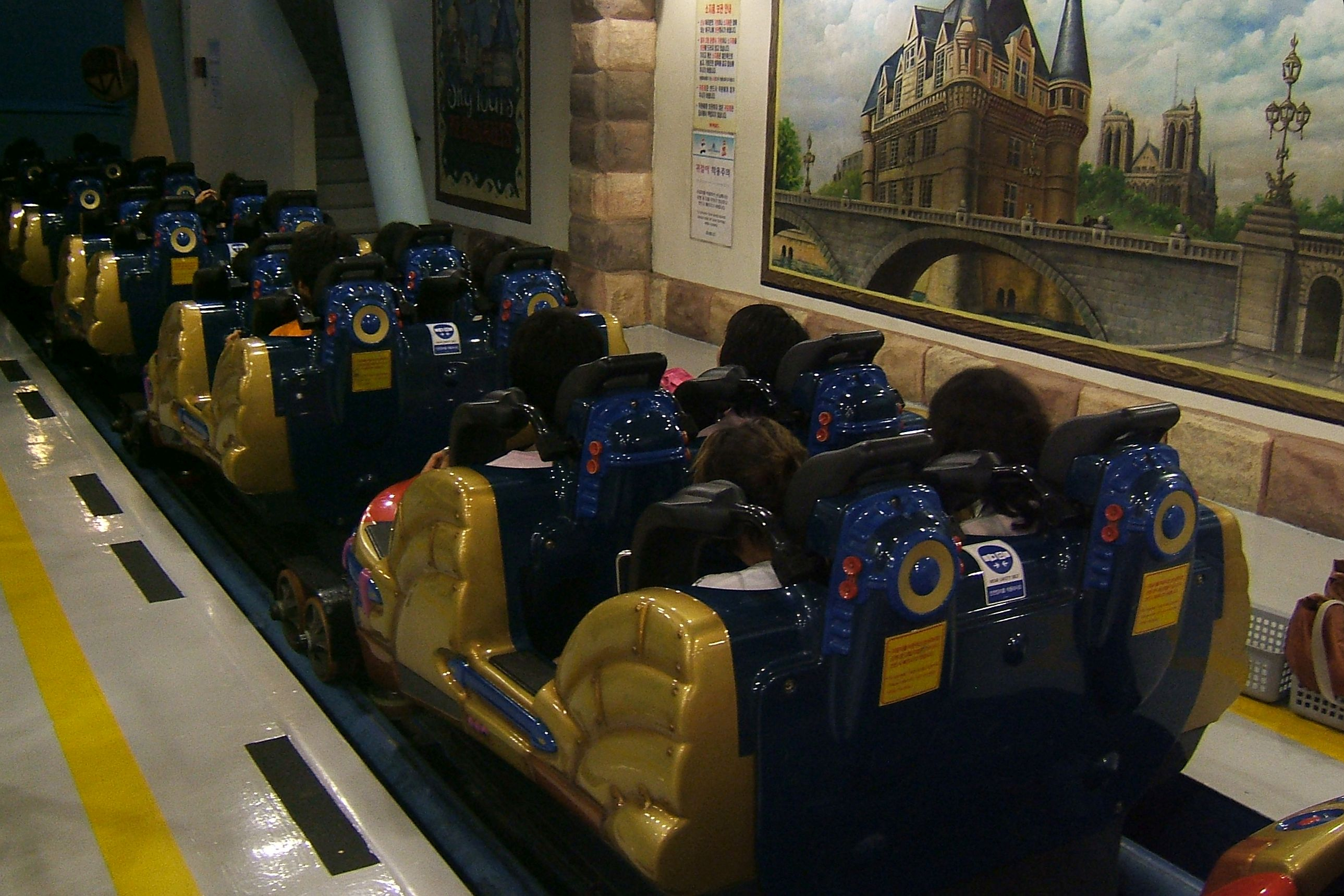
'후렌치레볼루션'
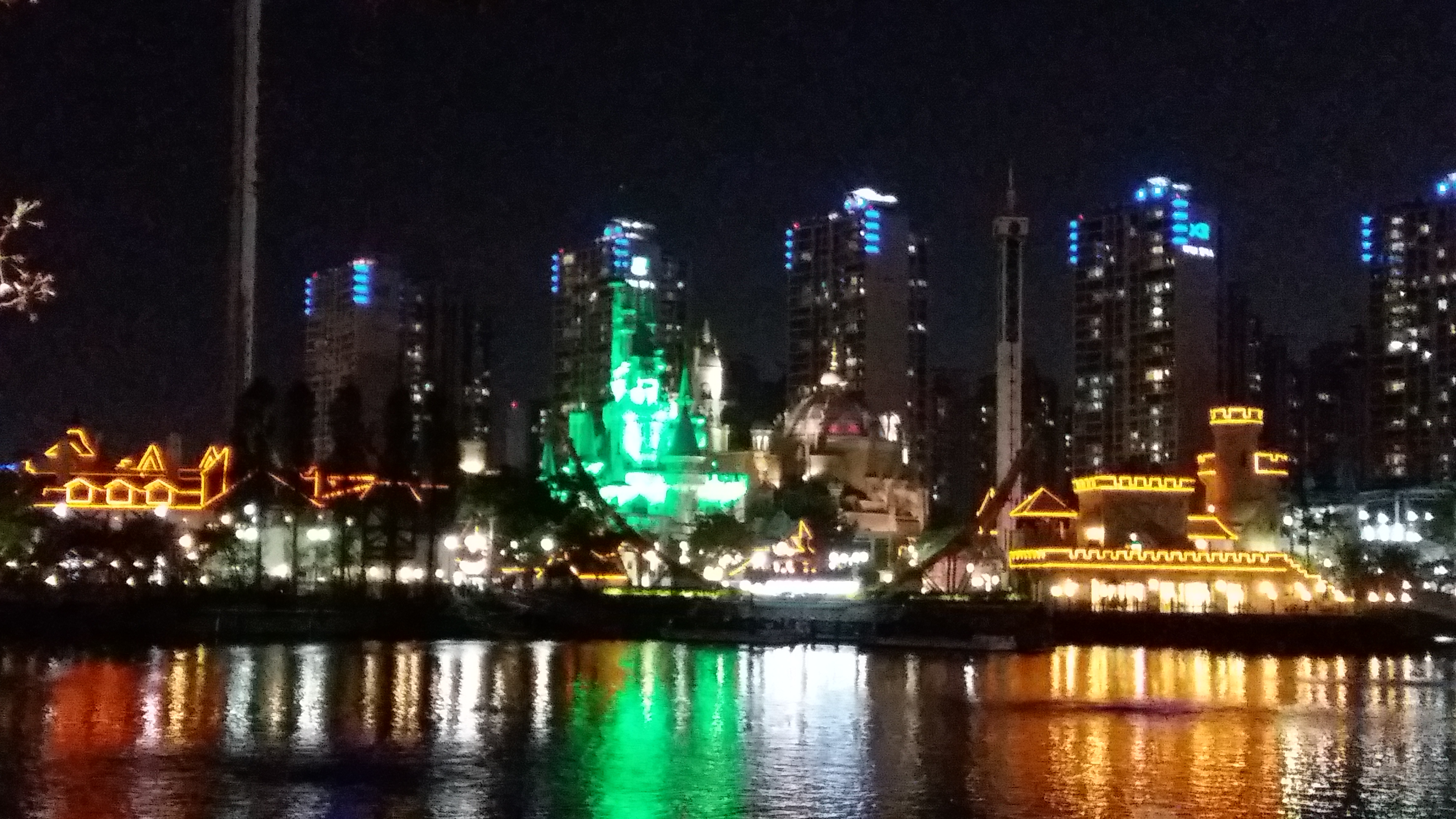
2017년 석촌호수공원에서 찍은 롯데월드 매직아일랜드
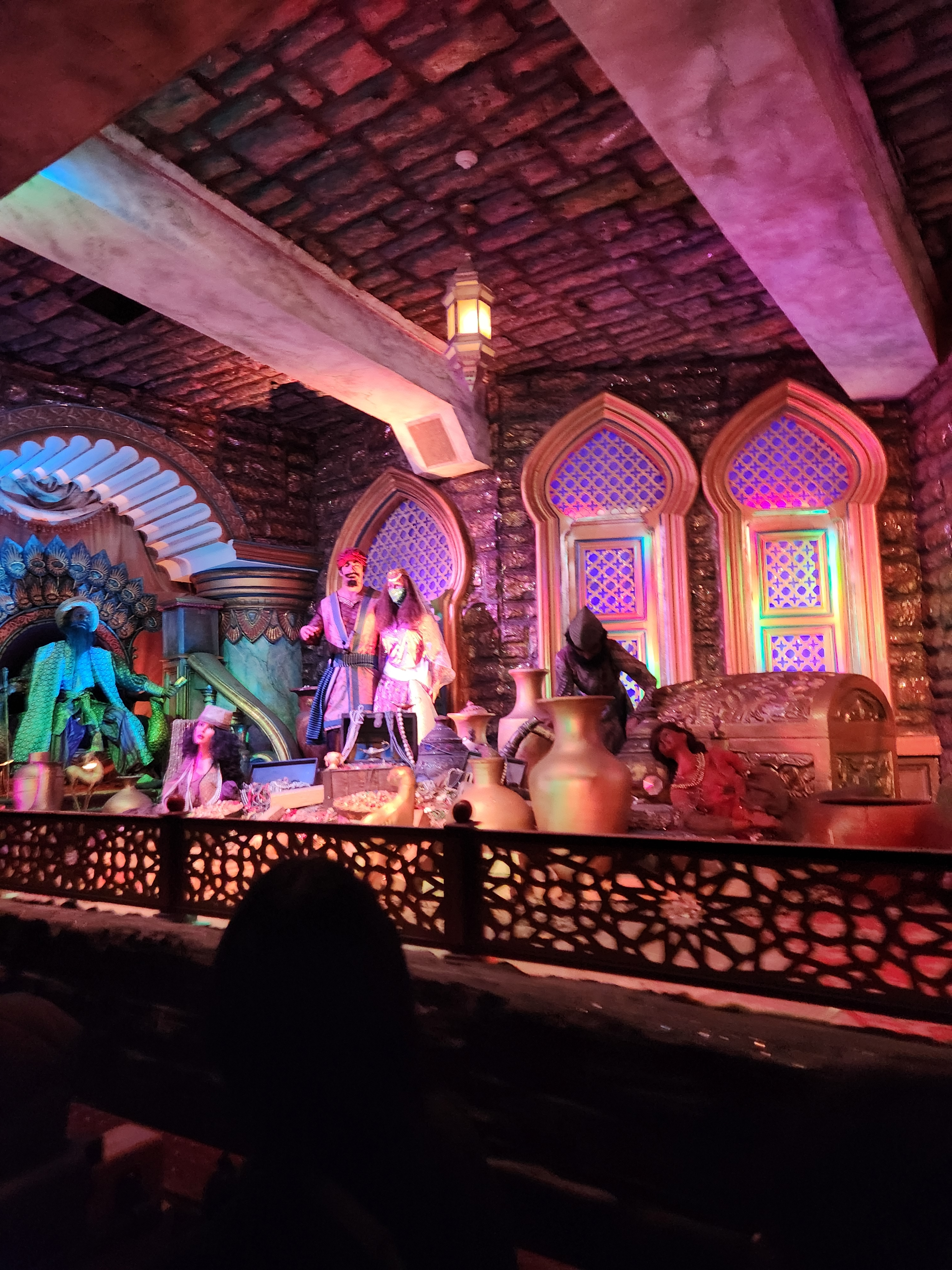
'신밧드의모험'
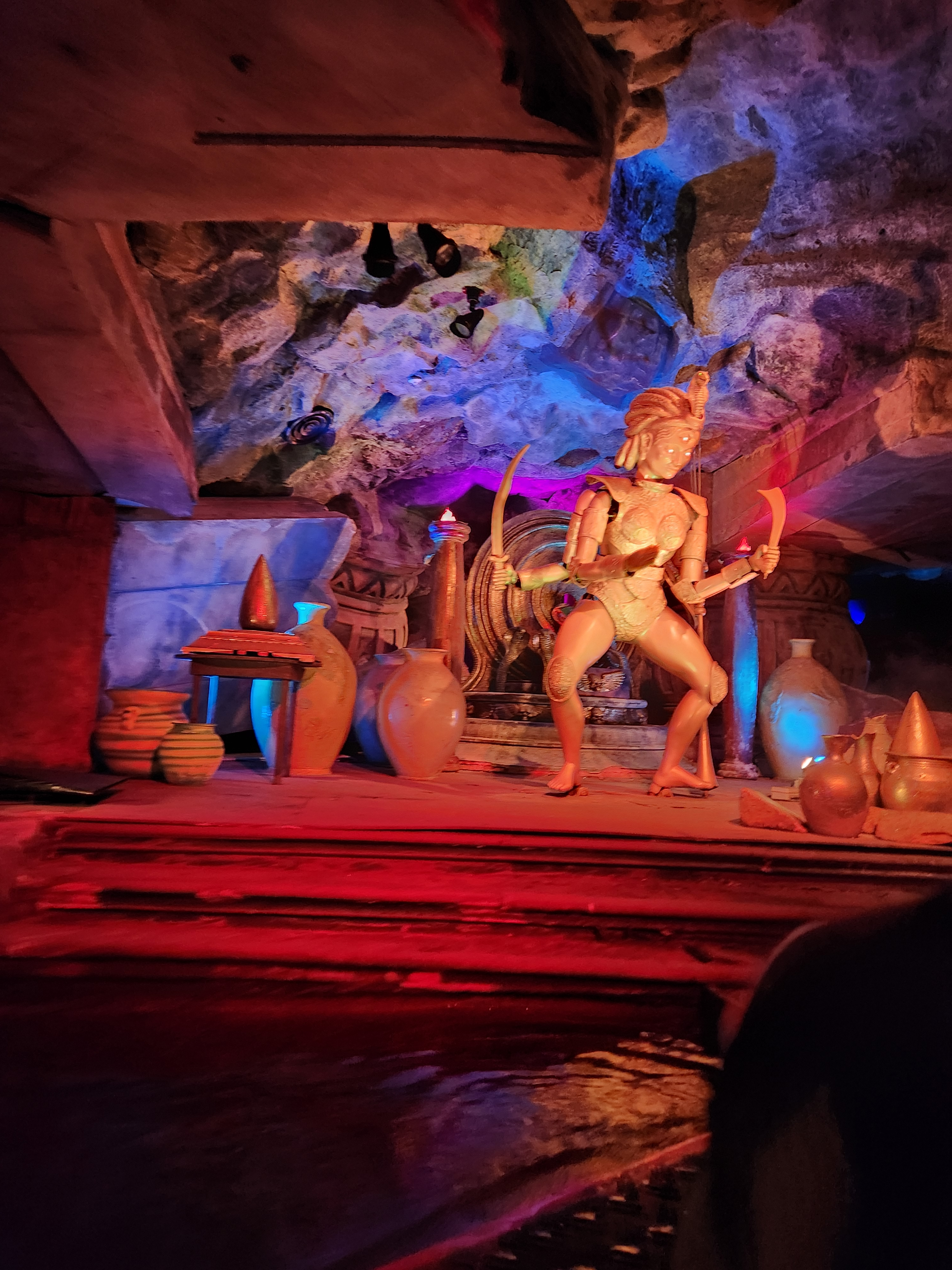
'신밧드의모험'
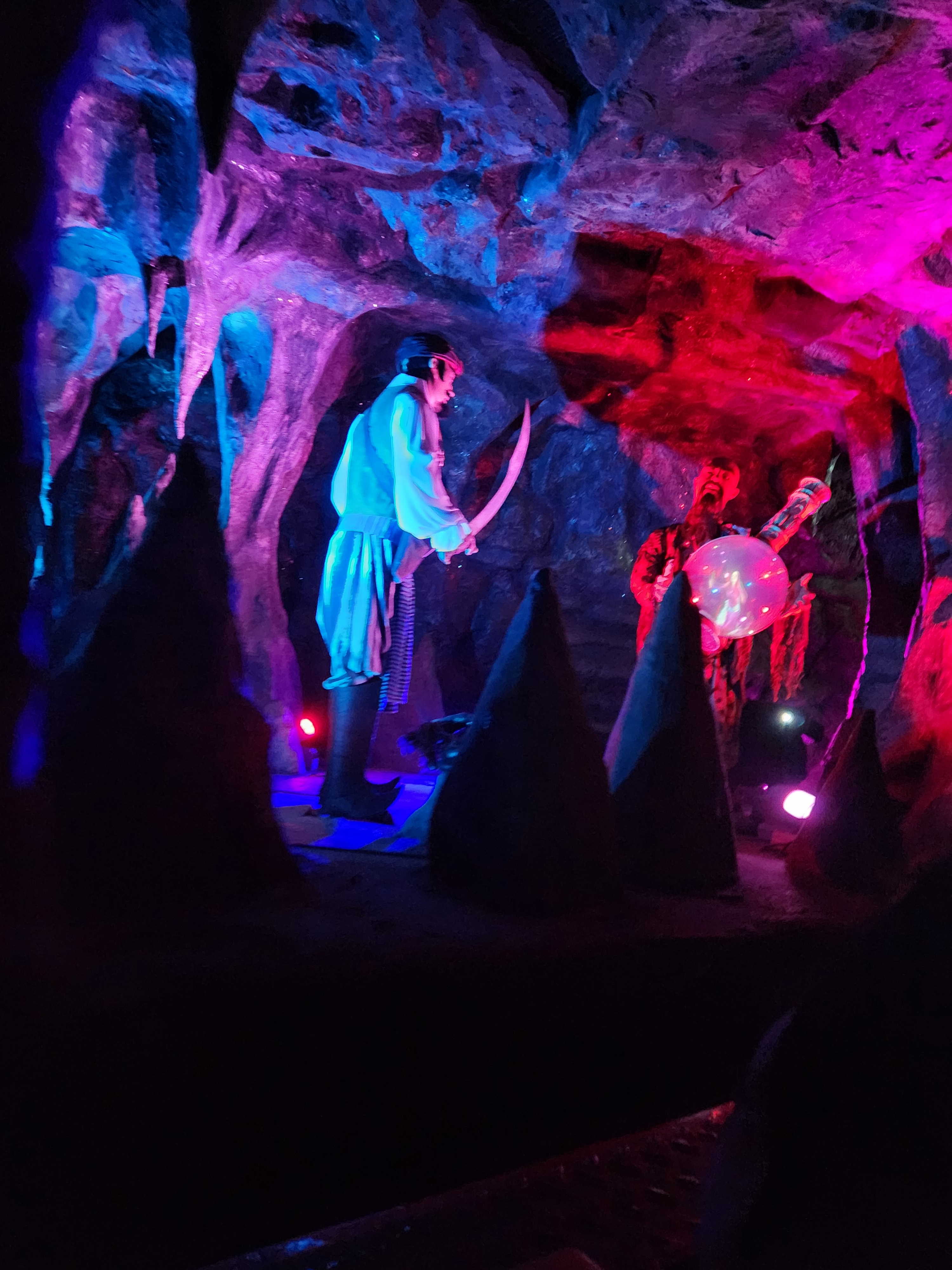
'신밧드의모험'
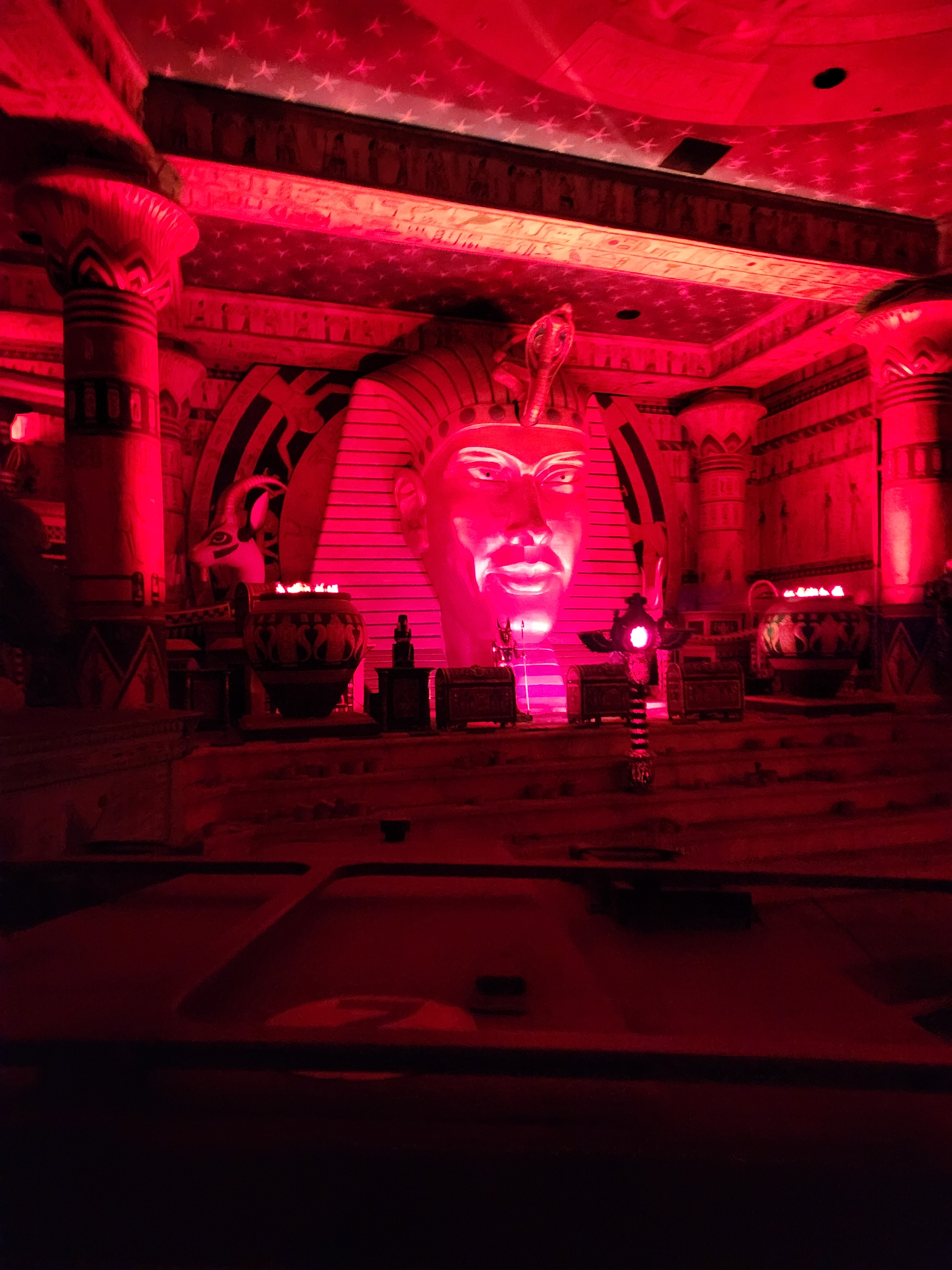
'파라오의분노'
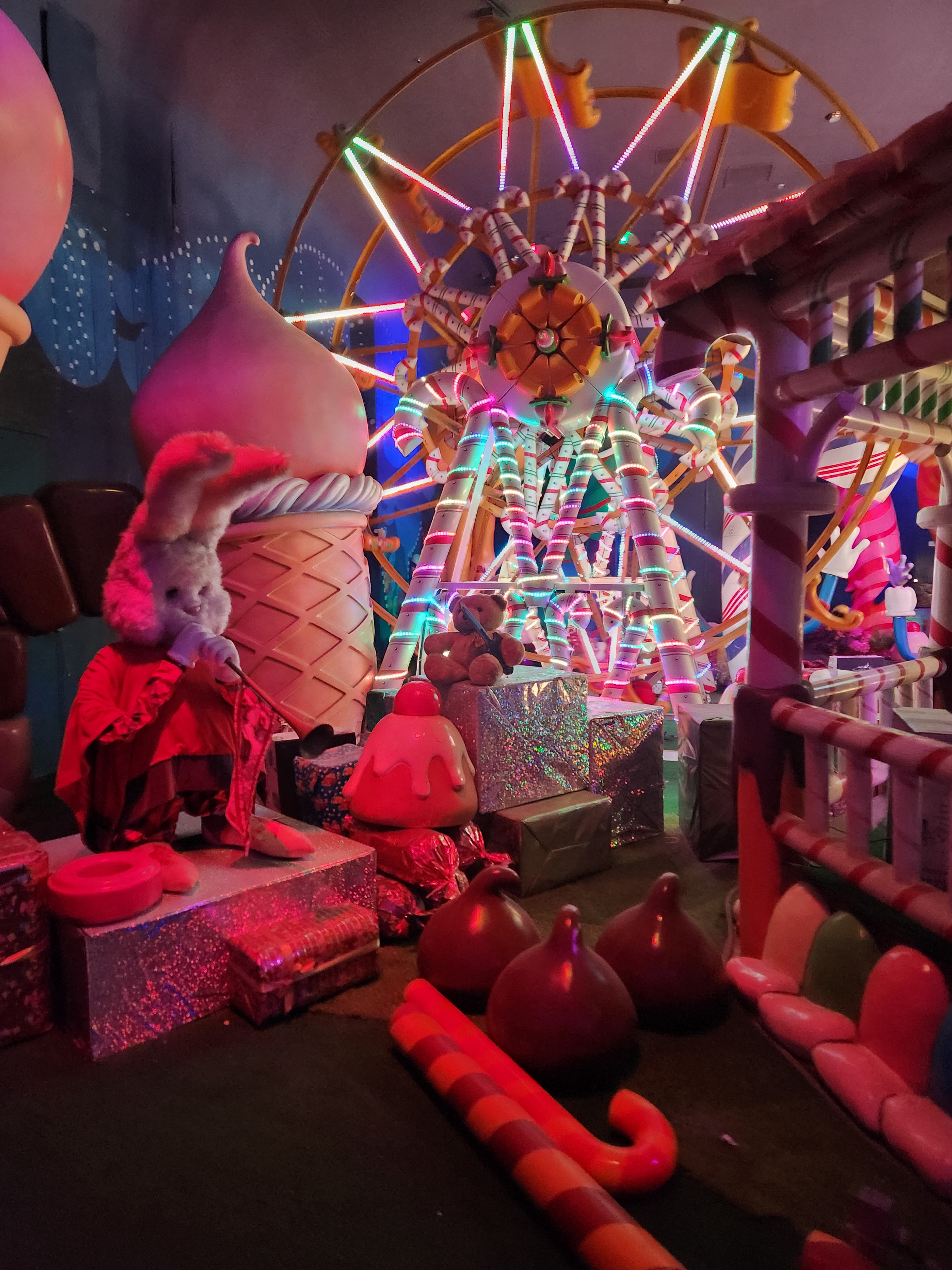
'환타지드림'
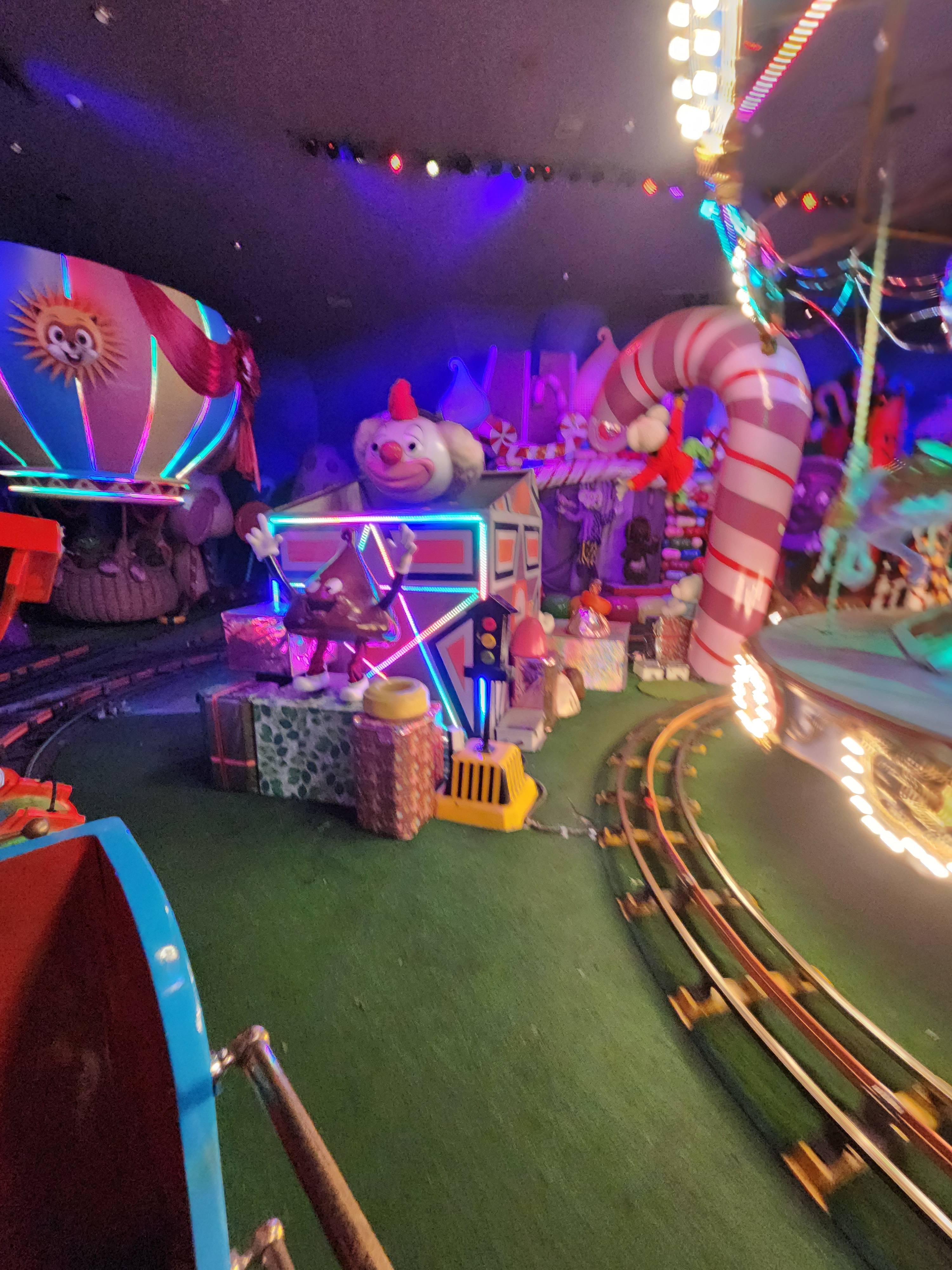
'환타지드림'
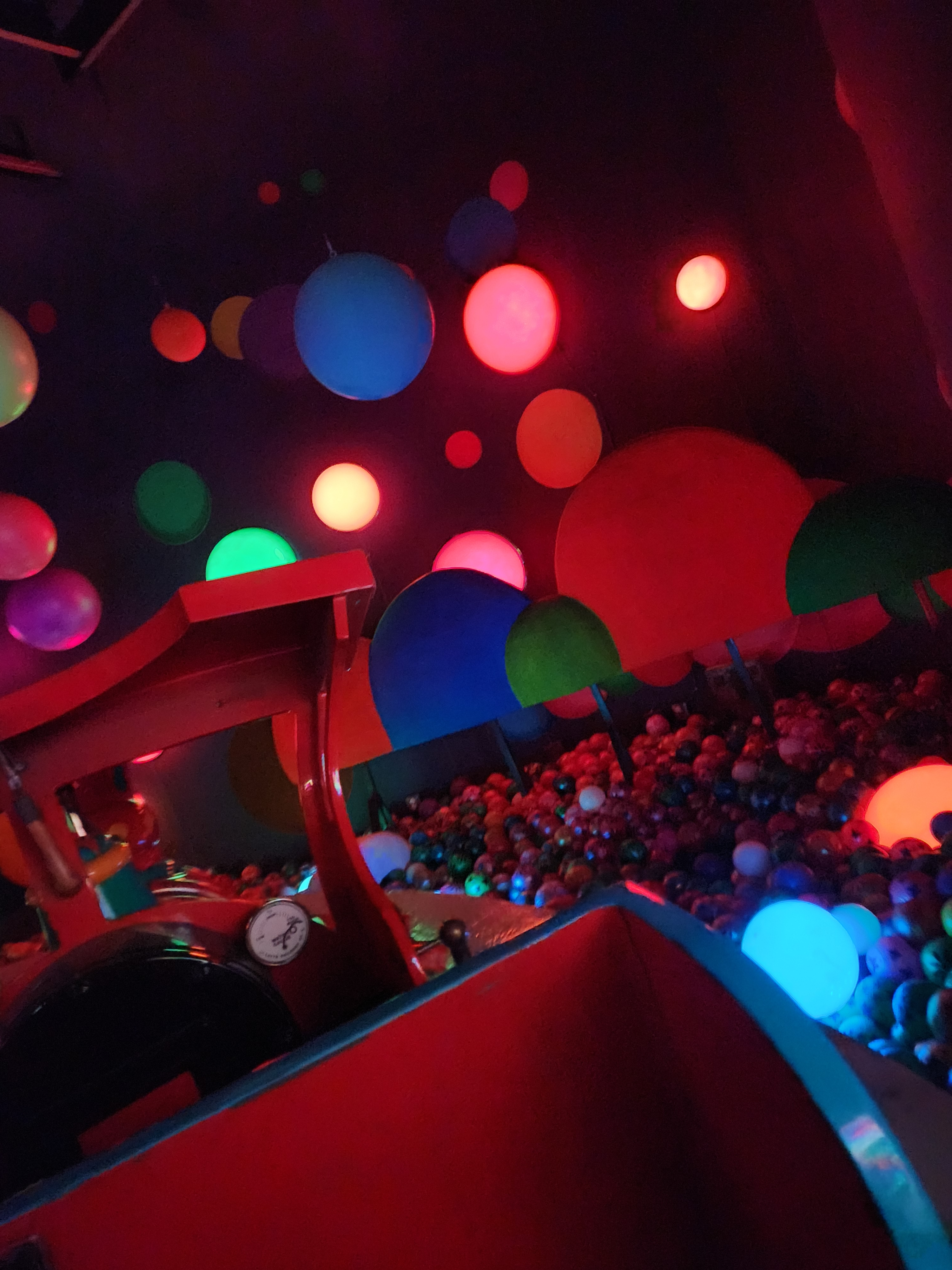
'환타지드림'
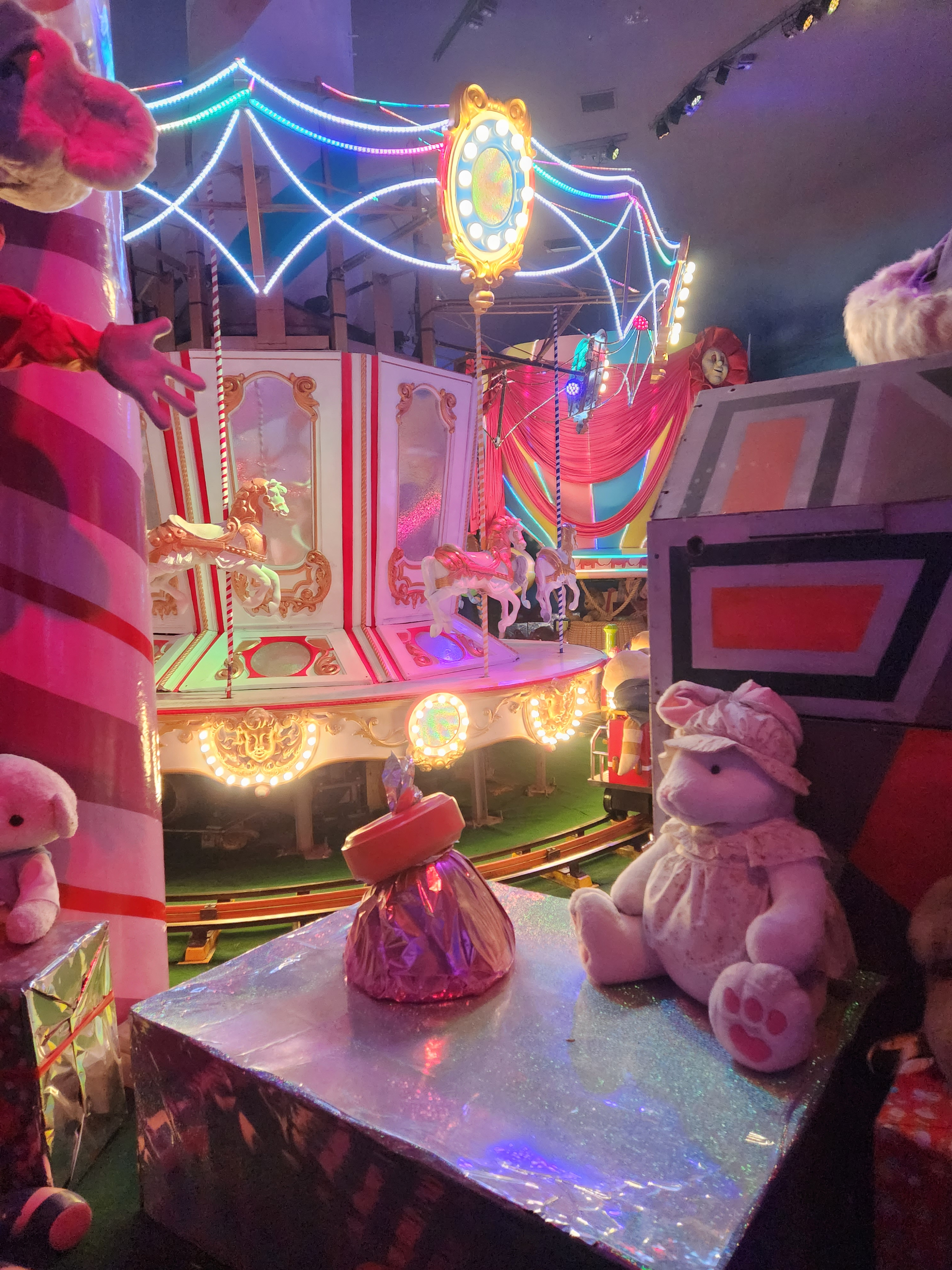
'환타지드림'
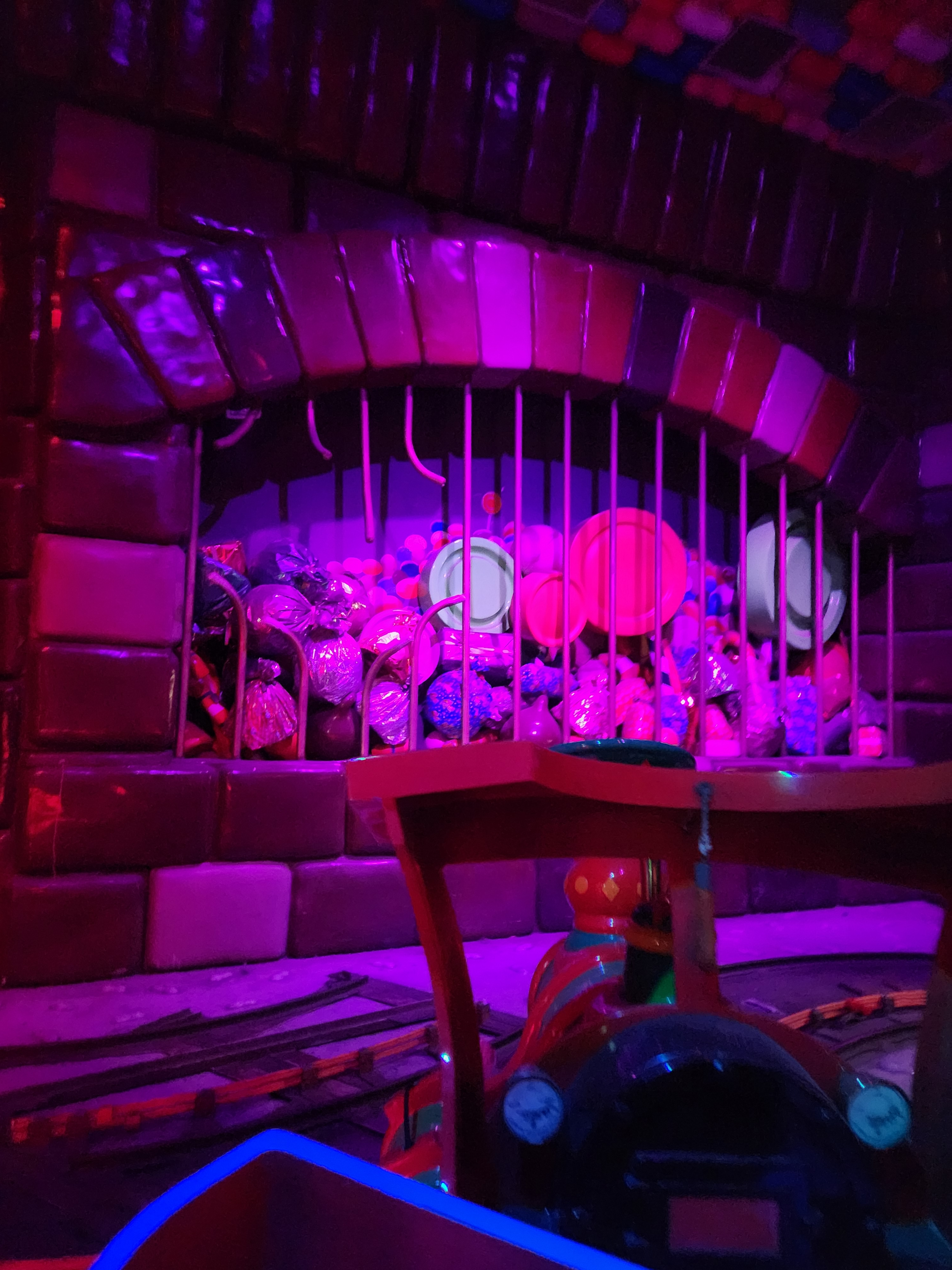
'환타지드림'
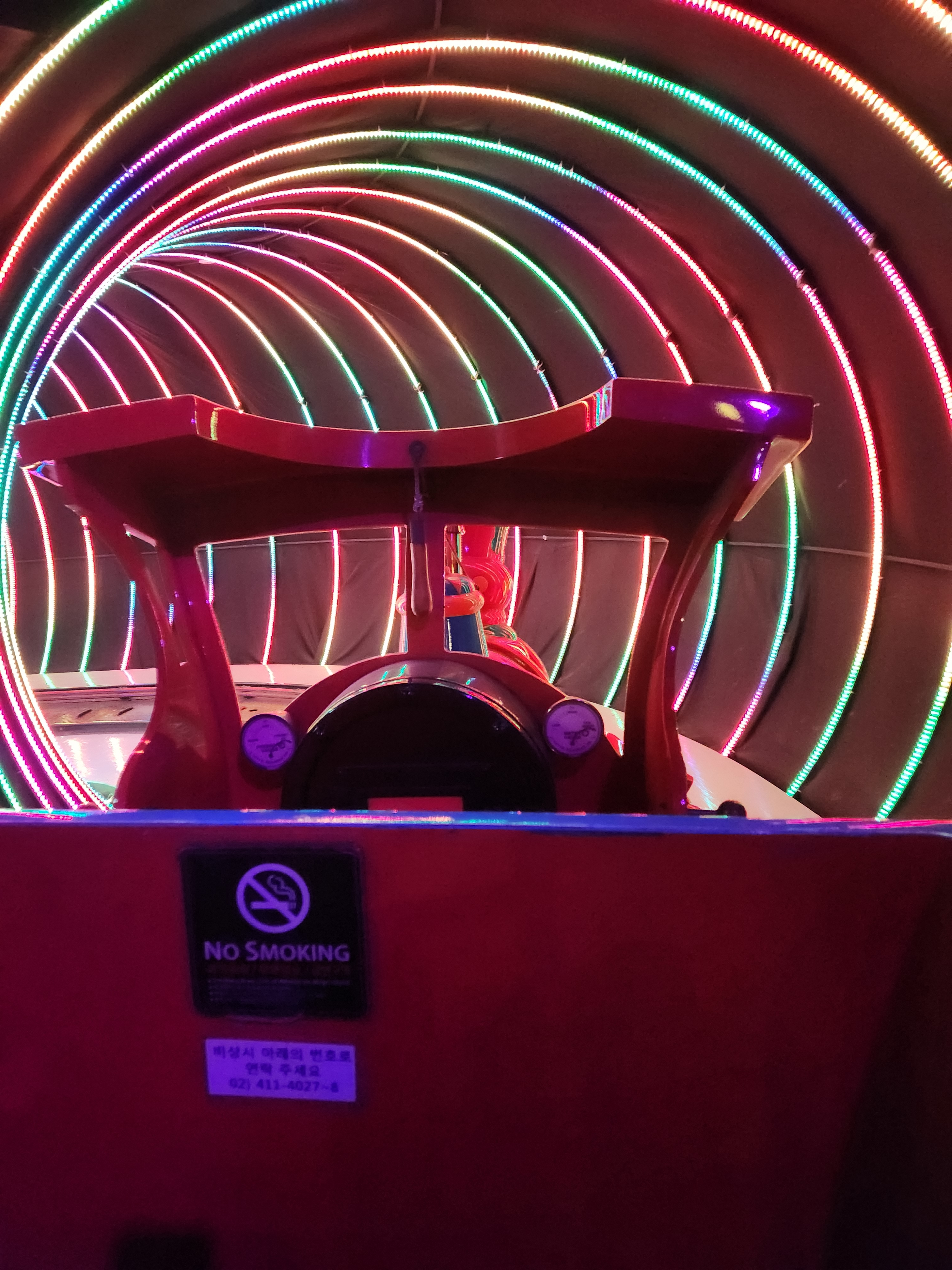
'환타지드림'
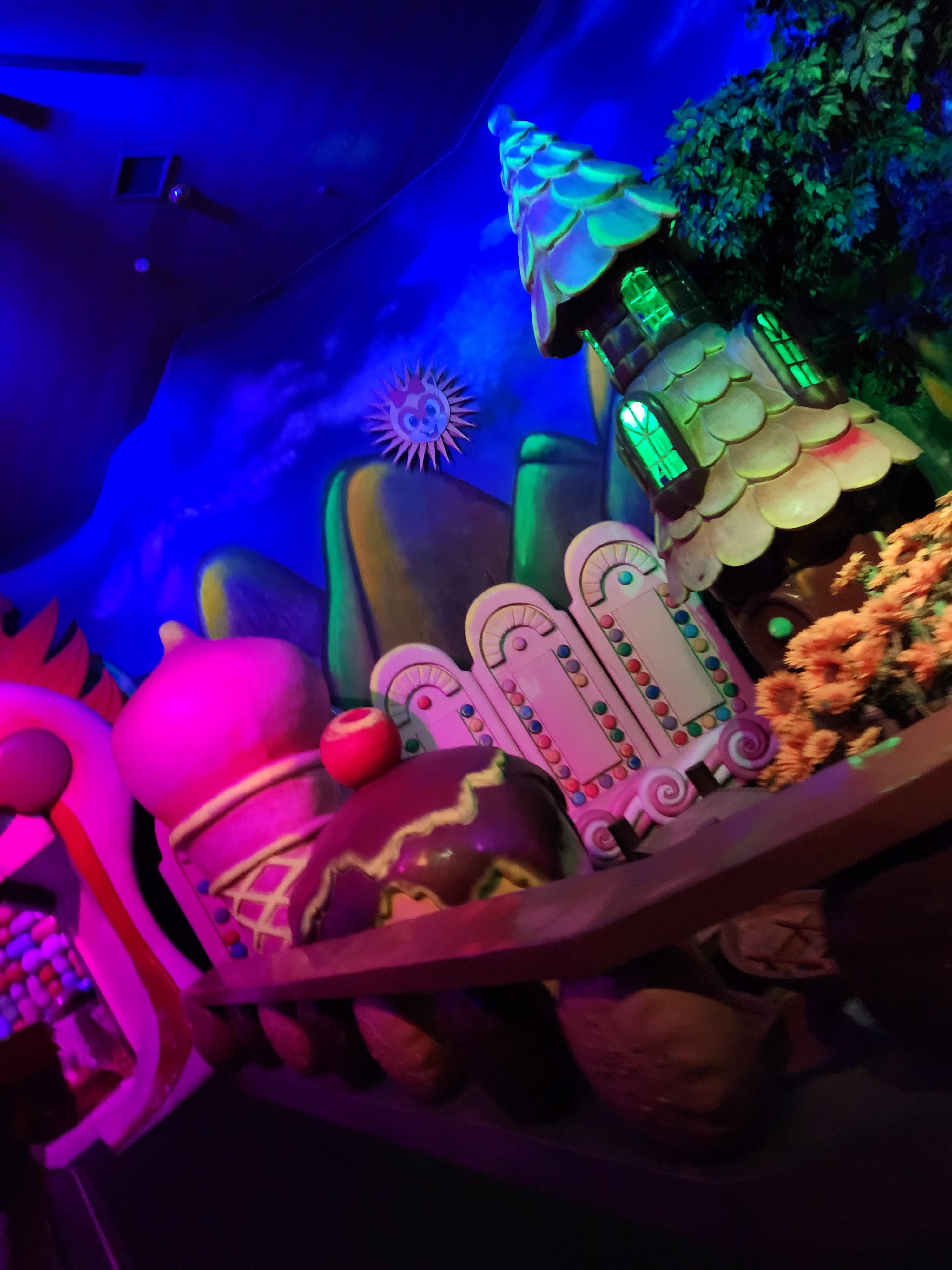
'환타지드림'
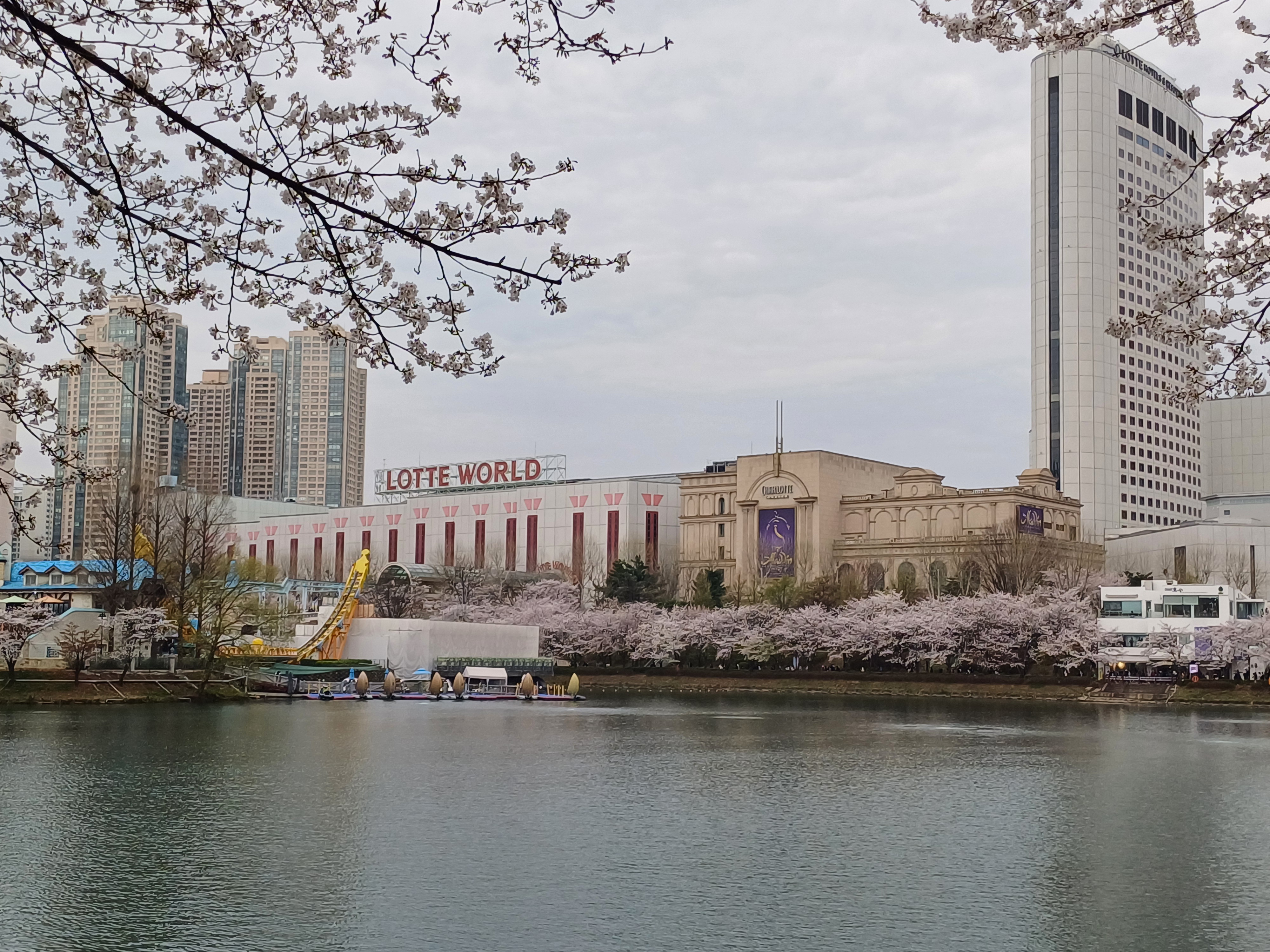

## 같이 보기
- 롯데월드 민속박물관
- 롯데월드타워
- 어린이대공원
- 에버랜드
- 서울랜드
- 롯데월드 아이스링크
- 롯데월드 무료개장 입장객 부상 사고
- 로몽 유 파크(영어판) (중국어: 罗蒙环球乐园)
- 롯데월드 어드벤처 부산

### 내용주
1. ↑  후렌치레볼루션, 혜성특급, 아트란티스
2. ↑  당초 1986년에 개장할 예정이었으나 매직아일랜드의 건설이 추가로 계획되는 바람에 개장이 늦어져 최종적으로 1989년 7월 12일에 개장하였다.
3. ↑  원년 어트랙션: 스페인해적선, 후룸라이드, 회전목마, 월드모노레일, 풍선비행, 다이나믹시어터, 로마전차, 동물극장, 정글탐험보트, 알라딘보트, 4D 입체영화관, 영상모험관, 후렌치레볼루션, 어린이범퍼카, 환타지극장, 마술극장, 인형극장
4. ↑  수요가 많을 경우엔 조기 개장하기도 한다.
5. ↑  평일의 경우에는 오후 10시, 자이로드롭/자이로스윙/아트란티스 등 일부 놀이시설은 오후 9시.
6. ↑  2014년 현재 롯데월드를 찾는 외국인 관광객의 대부분이 중국인(요우커)이다.
7. ↑  3대 오락시설 중 서울 시내에 있는 것은 롯데월드가 유일하다.
8. ↑  자이로 형제, 혹은 자이로 3형제라고도 한다.
9. ↑  대한민국 국적을 포기한 자도 외국인으로 분류되어 외국인 전용 자유이용권을 끊을 수 있다.
10. ↑  과거에는 112cm 미만 및 60세 이상
11. ↑  당시 롯데월드 후룸라이드의 영어 이름은 Marrakesh Express였고, 일본어 이름은 マラケシ エクスプレス였다.
12. ↑  당시 후룸라이드에는 동굴이 있지 않았다.
13. 1 2 3 4  과거에는 60세 이상
14. ↑  과거엔 120kg 이상도 탑승 불가였다.
15. ↑  舊 트리블 호퍼/후로그 호퍼
16. ↑  과거에는 122cm 미만 및 60세 이상
17. ↑  舊 크레이지 범퍼카
18. ↑  크레이지 범퍼카 시절의 경우엔 60세 이상의 노약자도 탑승 불가였다. 또한 2021년 이전의 경우엔 140cm 미만은 탑승이 불가능했다.
19. ↑  월드모노레일이 자이로드롭 주변을 지나가기 때문에 자이로드롭 정기 점검일의 경우에는 시민의 안전은 물론 좀더 원활하게 점검하도록 하기 위해 자이로드롭 정기 점검일에 월드모노레일을 실내에서만 순환하도록 운영한다.
20. ↑  과거 월드모노레일이 백화점으로 갔을 때는 롯데백화점 3층에서 데파트 스테이션을 통해 월드모노레일을 타고 어드벤처로 입장할 수 있다. 가격은 정문으로 입장할 때보다 훨씬 비쌌다. 후룸라이드 2차 낙하 구간 근처의 큰 유리창이 그 시절의 흔적이다.
21. ↑  입장은 매시 15분, 35분, 55분에 시작한다.
22. ↑  환타지 드림, 혜성특급
23. ↑  이 과정에서 고공전투기와 어린이특급 2개의 어트랙션이 사라졌다.
24. ↑  이경규는 타지 않고, 윤정수·이윤석·정형돈·박수홍·김용만·주영훈·사강·최지연은 1번 탔으며 은지원은 2번 (주영훈, 사강, |최지연과 1번, 김용만과 1번) 탔다.
25. ↑  아트란티스의 안전바가 하체에 있기 때문에 허리둘레 제한을 둔 것이다.
26. ↑  과거에는 55세 이상
27. ↑  자이로스핀 개장 전에 유일하게 허리둘레 제한이 있는 어트랙션이었다.
28. ↑  상공 70미터. 번지드롭의 2배 높이이다.
29. ↑  일부 캐스트들은 "상공 70m, 아파트 25층, 번지드롭의 2배, 제 키의 대략 40배 위에서 시속 94km의 속도로 약 3초 만에 지상에서 낙하하도록 하겠습니다."라는 멘트를 남기기도 한다.
30. ↑  40명이 탄다.
31. ↑  혜성특급 대기라인 중간의 철조망 안에 변압기 모형을 만들어 놓고 거기에 주의 표지판으로 HOT을 적어 놓았는데 1990년대 후반에 H.O.T. 팬들이 그 표지판에 점을 찍어 H.O.T.로 만들고 그 옆에다 vs 젝스키스라고 적어 놓은 사례도 있었다.
32. ↑  원래 은지원·김용만·주영훈·사강·최지연이 아트란티스에서 미션에 실패한 벌칙으로 탈 예정이었으나 김용만이 은지원과의 묵찌빠 게임에서 지는 바람에 은지원은 면제받고 김용만은 탔다.
33. ↑  과거에는 55세 이상
34. ↑  과거에는 130cm 미만
35. ↑  舊 유령성의 초대, 고스트 하우스, 귀담: 폐가의 비밀
36. ↑  舊 자동차 경주
37. ↑  11월~3월
38. ↑  이종훈은 자이로드롭 벌칙을 받기 위해 롯데월드를 찾았을 때 자이로드롭만 11번 연속으로 탔다.

### 참조주
1. ↑  “롯데월드 웹사이트/롯데월드 어드벤처/회사 소개”. 롯데월드. 2014년 6월 7일에 확인함.
2. ↑  신익수 (2007년 12월 12일). “롯데월드 총입장객 1억명 돌파”. 2020년 8월 8일에 확인함.
3. ↑  이정구 (2012년 4월 4일). “롯데월드, 외국인 관광객이 10% … 디즈니랜드 부럽지 않아요”. 2020년 8월 8일에 확인함.
4. ↑  “4D슈팅시어터 등 테마존 ‘언더랜드’ 개장”. 문화일보. 2013년 4월 24일.
5. ↑  “롯데월드 연간 이용권”.
6. ↑  “매직패스 프리미엄”.
7. ↑  “롯데월드 캐릭터 소개”.
8. ↑  “롯데월드 무료개장 ‘아수라장’…35명 부상”.
9. ↑  “롯데월드 자이로드롭, 60ｍ 상공에서 멈춰”.
10. ↑  “롯데월드 놀이기구 30분간 멈춰서 ··· '악몽의 크리스마스 이브”.
11. ↑  조선일보 (2023년 7월 28일). “잠실 롯데백화점 화재, 긴박했던 대피 20분”. 2024년 4월 14일에 확인함.
12. ↑  “롯데월드 온라인 쇼핑몰”.